# Campylotropis bonatiana
Campylotropis bonatiana är en ärtväxtart som först beskrevs av Renato Pampanini, och fick sitt nu gällande namn av Anton Karl Schindler. Campylotropis bonatiana ingår i släktet Campylotropis och familjen ärtväxter. Inga underarter finns listade i Catalogue of Life.